# Enándiro
Enándiro är en ort i Mexiko.   Den ligger i kommunen Tancítaro och delstaten Michoacán de Ocampo, i den södra delen av landet, 300 km väster om huvudstaden Mexico City. Enándiro ligger 1 646 meter över havet och antalet invånare är 212.
Terrängen runt Enándiro är huvudsakligen kuperad, men västerut är den bergig. Runt Enándiro är det ganska glesbefolkat, med 42 invånare per kvadratkilometer. Närmaste större samhälle är Tancítaro, 8,4 km nordost om Enándiro. I omgivningarna runt Enándiro växer huvudsakligen savannskog.